# Rolf Blattmann
Rolf Blattmann (Zeiningen, 1944. július 4. – 2010. október 1.) svájci nemzetközi labdarúgó-játékvezető. Polgári foglalkozása építész.	

## Pályafutása

### Nemzeti játékvezetés
A játékvezetői vizsgát 1969-ben tette le. 1983-ban lett az I. Liga játékvezetője.[forrás?] Az aktív nemzeti játékvezetéstől 2001-ben vonult vissza.

#### Nemzeti kupamérkőzések
Vezetett Kupa-döntők száma: 1.

##### Svájci labdarúgókupa
| Időpont         | Helyszín               | Mérkőzés típusa | Mérkőzés                                   | Eredmény | Nézők száma |
| --------------- | ---------------------- | --------------- | ------------------------------------------ | -------- | ----------- |
| 1990. június 4. | Wankdorf Stadion, Bern | döntő           | Grasshopper Club Zürich–Neuchâtel Xamax FC | 2 : 1    | 27 000      |

### Nemzetközi játékvezetés
A Svájci labdarúgó-szövetség Játékvezető Bizottsága (JB) 1987-ben terjesztette fel nemzetközi játékvezetőnek, a Nemzetközi Labdarúgó-szövetség (FIFA) bíróinak keretébe. A FIFA JB központi nyelvei közül a németet beszélte. Több nemzetek közötti válogatott és klubmérkőzést vezetett, vagy működő társának partbíróként segített. A svájci nemzetközi játékvezetők rangsorában, a világbajnokság-Európa-bajnokság sorrendjében többedmagával a 19. helyet foglalja el 2 találkozó szolgálatával. Az aktív nemzetközi játékvezetéstől 1991-ben búcsúzott.

#### Labdarúgó-világbajnokság
A világbajnoki döntőhöz vezető úton Olaszországba a XIV., az 1990-es labdarúgó-világbajnokságra a FIFA JB bíróként alkalmazta.

##### 1990-es labdarúgó-világbajnokság

###### Selejtező mérkőzés
| Időpont           | Helyszín                     | Mérkőzés típusa           | Mérkőzés             | Eredmény | Nézők száma |
| ----------------- | ---------------------------- | ------------------------- | -------------------- | -------- | ----------- |
| 1989. október 11. | Jurij Gagarin Stadion, Várna | előselejtező (1. csoport) | Bulgária–Görögország | 4 : 0    | 15 000      |

#### Labdarúgó-Európa-bajnokság
Az európai-labdarúgó torna döntőjéhez vezető úton Svédországba a IX., az 1992-es labdarúgó-Európa-bajnokságra az UEFA JB játékvezetőként foglalkoztatta.

##### 1992-es labdarúgó-Európa-bajnokság

###### Selejtező mérkőzés
| Időpont            | Helyszín                  | Mérkőzés típusa           | Mérkőzés        | Eredmény | Nézők száma |
| ------------------ | ------------------------- | ------------------------- | --------------- | -------- | ----------- |
| 1990. december 19. | Nemzeti Stadion, Ta’ Qali | előselejtező (6. csoport) | Málta–Hollandia | 0 : 8    | 10 254      |